# Kholmovaia
Kholmovaia (en rus: Холмовая) és un poble de l'óblast de Kaluga, a Rússia, que en el cens del 2010 no tenia cap habitant, pertany al districte de Spas-Démensk.